# Harry C. Dietz

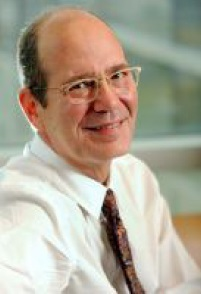
Harry C. Dietz

Harry C. „Hal“ Dietz ist ein US-amerikanischer Genetiker, Kinderkardiologe und Herz-Kreislauf-Forscher an der Johns Hopkins University. Dort ist er Inhaber einer nach Victor Almon McKusick benannten Professur und Direktor des William S. Smilow Center for Marfan Research. Von 1997 bis 2024 forschte Dietz zusätzlich für das Howard Hughes Medical Institute.
Dietz erwarb an der Duke University einen Bachelor in Medizintechnik und 1984 an der State University of New York Upstate Medical University (Teil der State University of New York) einen M.D. als Abschluss des Medizinstudiums.
Dietz ist vor allem für seine Beiträge zur Genetik und Pathophysiologie des Marfan-Syndroms bekannt. Er entdeckte, dass der Erkrankung eine Störung im Fibrillin-1-Gen zugrunde liegt, das einerseits Strukturprotein ist, andererseits den Wachstumsfaktor TGF-β inhibiert. Seine Arbeiten führten zu einem tieferen Verständnis der Ursachen des Aortenaneurysmas, zur Verbesserung der medikamentösen Therapie (mit Losartan, das ebenfalls TGF-β inhibiert) und zur Entwicklung eines Bluttests, der den richtigen Zeitpunkt zur operativen Versorgung dieses Krankheitsbildes anzeigen soll. 2005 war Dietz – gemeinsam mit Bart L. Loeys – Erstbeschreiber des Loeys-Dietz-Syndroms. Weitere Arbeiten Dietz’ befassen sich mit der Muskeldystrophie Duchenne und der Sklerodermie.

## Auszeichnungen (Auswahl)
- 2006 Curt Stern Award der American Society of Human Genetics[3]
- 2011 Mitglied der National Academy of Sciences[4]
- 2013 Pasarow Award für Herz-Kreislauf-Forschung
- 2014 Harrington Prize for Innovation in Medicine der American Society for Clinical Investigation[5][6]
- 2014 InBev-Baillet Latour Health Prize[7]
- 2017 Präsident der American Society of Human Genetics[8]
- 2025 ASHG Lifetime Achievement Award[9]